# 龙山站 (宁波市)
龙山站是浙江省慈溪市建设中的一座高架市域铁路车站，属于宁波轨道交通10号线。车站计划于2026年底启用。

## 车站形制
龙山站位于慈溪市龙山镇灵峰路、规划路口。车站为高架三层岛式车站，长96米，宽21.3米，总建筑面积为6538平方米。车站北侧接入龙山车辆段。

## 出口
龙山站规划设置2个出口。